# Mike Maloy
Michael Alvin „Mike“ Maloy (* 10. Mai 1949 in New York City; † 3. Februar 2009 in Wien) war ein österreichisch-US-amerikanischer Basketballspieler.
Maloy besuchte die High School Bryant in Long Island City, New York, und das Davidson College. Dort wurde er als einer der besten Spieler der NCAA und eines der größten Basketballtalente gehandelt. Im Dezember 1968 erschien sein Konterfei sogar auf dem Titelblatt der renommierten Zeitschrift Sports Illustrated. Er stellte den NCAA-Rekord bezüglich des höchsten Freiwurf-Prozentsatzes in einem Spiel auf (13 von 13). Beim NBA-Draft 1970 wurde er in der 10. Runde von den Boston Celtics ausgewählt, wechselte jedoch in die ABA. Dort war er zwei Jahre lang für die Virginia Squires sowie ein Jahr lang für die Dallas Chaparrals aktiv. 1976 wechselte er nach Österreich. Dort war er einer der ersten US-amerikanischen Legionäre und spielte bei den Vereinen UBSC Wien, mit dem er 1977, 1979, 1980 und 1981 österreichischer Meister wurde, Klosterneuburg, Mattersburg und BBC-Tulln 1. Durch seine Einbürgerung 1980 wurde auch die Berufung in die österreichische Nationalmannschaft möglich, für die er zwischen 1980 und 1987 20 Länderspiele bestritt. Nach seiner aktiven Karriere trat Maloy als Trainer und Coach bei verschiedenen Vereinen in Erscheinung (Mattersburg, Klosterneuburg, Wien). Als Spielertrainer führte er den UBC Mattersburg während des Grunddurchganges des Spieljahres 1986/87 auf den dritten Platz, in der folgenden Meisterrunde wurde man Vierter. Das war zu diesem Zeitpunkt der größte Erfolg der Vereinsgeschichte.
Maloy unterrichtete an der American International School in Wien und einer Hauptschule in Klosterneuburg. Bekannt war Maloy auch als Bluesmusiker, so trat er regelmäßig als Sänger der Boring Blues Band auf.
Mike Maloy wurde am 3. Februar 2009 nach einer schweren Grippe in seiner Wohnung in Wien tot aufgefunden.